# FAT TOM
FAT TOM 一種縮寫，用於在餐飲服務行業來形容食源性致病菌的生長所需的六個有利條件，為食物、酸性、溫度、時間、氧氣和水分的英文首字母縮略字。

## 條件
每個英文字代表一個條件，共有六個食源性致病菌快速生長的條件：
| F | 食物 | 食物可以提供微生物的生長提供充足的養分。尤其是富含蛋白質的食物，如肉類，牛奶，雞蛋和魚是最容易的。 |
| A | 酸   | 食源性致病菌需要一個略帶酸性的pH值4.6-7.5，而他們於pH值6.6-7.5下快速生長。FDA法規要求酸/酸化食品的pH值至少4.5或以下而低於pH值4.6後食源性致病菌不易生長。                                                                    |
| T | 時間 | 食品應在兩小時內通過加熱或冷卻，離開“危險溫度帶”（見下文）。雖然大多數說明兩個小時，但部分說明表示四小時仍然安全。 |
| T | 溫度 | 食源性致病菌最佳生長的溫度範圍為41°F（5°C）至135°F（57°C），此範圍稱為危險溫度區（DTZ）。他們最快速生長的溫度是介於70°F（21°C）到120°F（49°C）。                                                                            |
| O | 氧   | 幾乎所有的食源性致病菌是好氧性生物，是需要氧氣才可成長。但一些病原體像肉毒桿菌肉毒桿菌中毒（Botulism）的病源，是厭氧的，不需要氧氣即可成長。                                                                                |
| M | 水分 | 水是食源性病原體生長必不可少的，水活性（aw）是衡量微生物可使用的自由水分子，以0到1.0來表示。食源性致病菌於食物生長最好的aw為1.0和0.86之間 FDA法規要求罐頭食品 aw 為0.85或以下台灣為酸化罐頭食品與低酸性罐頭食品為0.85以下。 |